# Seto Haruki
Haruki Seto (sinh ngày 14 tháng 3 năm 1978) là một cầu thủ bóng đá người Nhật Bản.

## Sự nghiệp câu lạc bộ
Haruki Seto đã từng chơi cho Yokohama Flügels, Albirex Niigata, Oita Trinita, Consadole Sapporo, Gamba Osaka, JEF United Ichihara và Kashiwa Reysol.